# Kent Washington
Kent Washington (ur. 10 stycznia 1956 w New Rochelle, NY) – amerykański koszykarz, pierwszy czarnoskóry gracz w Polskiej Lidze Koszykówki (Start Lublin 1978-1981, Zagłębie Sosnowiec 1981-1983) zagrał także epizod w "Misiu" jako Ryszard Ochódzki w młodości "kiedy był Murzynem i grał w kosza" oraz jest pierwowzorem postaci Abrahama Lincolna, bohatera filmu Czarodziej z Harlemu.

## Życiorys
W 1976 roku razem z uczelnianą drużyną Uniwersytetu Southampton przyjechał do Polski, gdzie jako "All Stars" grali przeciwko polskim klubom. Przegrali tylko w Lublinie, lecz po tym meczu trener Startu Zdzisław Niedziela zaproponował mu grę. Nie doszło do żadnych ustaleń, wymieniono się jedynie adresami.
W 1978 skończył uczelnię. Przez trzy tygodnie trenował z Los Angeles Lakers, ale kontuzja nogi uniemożliwiła mu występy w NBA. Nie dostał się także do drużyny ligi szwedzkiej. Napisał list do trenera Startu, na który otrzymał natychmiastową odpowiedź i przyleciał do Polski. Przez 3 lata grał w Starcie Lublin oraz przez 2 kolejne sezony w Zagłębiu Sosnowiec (zdobył 2750 punktów w 146 meczach). Trzykrotny brązowy medalista Mistrzostw Polski w koszykówce. Pierwszy triumfator plebiscytu "Sportu" na najlepszego koszykarza ligi w sezonie 1979/1980. Uczestniczył nawet w konsultacjach polskiej kadry. Wyjechał do Szwecji, gdzie przez 12 lat grał w klubach z Linköping, Luleå i Växjö.

## Kariera trenerska
Po zakończeniu kariery zawodniczej został trenerem żeńskich drużyn przez pięć lat prowadził ekipę z Linkoeping, potem dwa w Lulei. W 1998 był asystentem trenera w zespole Lady Gaels na Iona College w New Rochelle grającym w akademickiej konferencji MAAC (Metro Atlantic Athletic Conference).

## Życie prywatne
Żonę Susan poznał podczas gry w Szwecji w Lulei, mieszkają w New Rochelle, mają trójkę dzieci. Jego ojciec Ralf był detektywem, a matka Cloteal pracowała w zakładzie, gdzie produkowano aparaty fotograficzne. Jego starszy o 6 lat brat Kurt jest profesorem filozofii. Kent jest kibicem New York Knicks.

## Osiągnięcia
Drużynowe
- Brązowy medalista mistrzostw Polski (1979, 1980)
- Zdobywca Pucharu Polski (1983)

Indywidualne
- MVP sezonu polskiej ligi (1980)